# آپولو در آهنگری ولکان
آپولو در آهنگری ولکان (اسپانیایی: Apolo en la Fragua de Vulcano‎) که گاهی به عنوان آهنگری ولکان نیز نامیده می‌شود، عنوان یک نقاشی رنگ روغن است که دیه‌گو ولاسکس پس از اولین بازدید از ایتالیا در سال ۱۶۲۹ بر روی بوم آورد. منتقدان موافق هستند که تاریخ این اثر باید به سال ۱۶۳۰ برسد، همان سالی که همراهش نقاشی پیراهن یوسف را کشید. به نظر می‌رسد که هیچ‌یک از این دو نقاشی به سفارش پادشاه نبودند، اگرچه هر دو در مدت کوتاهی بخشی از مجموعه‌های سلطنتی شدند. این نقاشی از سال ۱۸۱۹ در مجموعه موزه دل پرادو در مادرید نگهداری می‌شود.
آپولو در آهنگری ولکان به عنوان یکی از مهم‌ترین آثار اولین سفر ولاسکس به ایتالیا ذکر شده و «یکی از موفق‌ترین ساخته‌های او با توجه به تعامل طبیعی و یکپارچه چهره‌ها» است.

## موضوع
این نقاشی لحظه ای را به تصویر می‌کشد که خدای آپولون، که با هاله نور روی سرش قابل شناسایی است، از آهنگری ولکان دیدن می‌کند و معلوم می‌شود که در حال ساخت سلاح برای جنگ است. خدای آپولو به ولکان می‌گوید که همسرش، ونوس، با مارس (اساطیر)، خدای جنگ، رابطه دارد. به همین دلیل دیگر چهره‌های حاضر در اتاق با تعجب به خدایی که به تازگی در برابرشان ظاهر شده است نگاه می‌کنند، حتی برخی از آنها دهان خود را به نشانه تعجب باز کرده‌اند.
ولاسکس برای خلق این اثر از حکاکی آنتونیو تمپستا الهام گرفت، آن را تا حد زیادی اصلاح نمود و کنش روایی را روی ورود آپولو با استفاده از سبک کلاسیک باروک متمرکز کرد. این اثر روی علاقه معاصر به چهره‌های برهنه، تحت تأثیر مجسمه‌های یونانی-رومی و جنبش کلاسیک گیدو رنی، تأکید دارد. روش ترکیب بندی حاشیه زینتی نیز می‌تواند از گیدو رنی گرفته شده باشد. از سوی دیگر، سایه‌های شفاف پیکر آپولو یادآور گوئرچینو است.
این اثر به درخواست پیتر پل روبنس نقاش که در سال ۱۶۲۹ از اسپانیا نیز بازدید کرده بود، در رم ایجاد شد. ولاسکس دو بوم بزرگ را در خانه سفیر اسپانیا نقاشی کرد. این دو بوم یک جفت را تشکیل دادند و با چمدان او به اسپانیا بازگردانده شدند: پیراهن یوسف و آپولو در آهنگری ولکان.

### تحلیل و بررسی
موضوع اثر از اساطیر رومی، به ویژه از دگردیسی اووید گرفته شده است. ولاسکس صحنه را به یک نسخه کاملاً انسانی با چهره‌های معاصر ایجاد کرده است. آپولو با پوشیدن توگا (ردای بی آستین) دیده می‌شود که نیم تنه او را در معرض دید قرار می‌دهد. ولکان، در این تصویر، فقط یک آهنگر است و همدست‌های روستاییش، این حرفه را بلد هستند. ولکان پس از شنیدن خبر خیانت همسرش با خدای مارس که در همان لحظه برای او زره می‌سازد، با تعجب به او خیره شده است. غاری که در آن خدای آهنگر برای خدایان دیگر سلاح می‌سازد، در این نقاشی به عنوان آهنگری نشان داده شده است. این غار مشابه آنهایی است که ولاسکس می‌توانست در اسپانیا یا رم ببیند. ولاسکس با تسلط خاص، اشیاء مختلفی را که معمولاً در یک آهنگری یافت می‌شوند، نقاشی کرده است.
علاقه ولاسکز به هنر برهنه تعجب آور نیست. شواهدی از این موضوع در همان اوایل ورودش به مادرید در سال ۱۶۲۳ ظاهر می‌شود، اگرچه ظهور آنها در آثارش پس از اولین بازدید او از ایتالیا بین سال‌های ۱۶۲۹ تا ۱۶۳۱ افزایش می‌یابد.
ولاسکس در طول سفرش به ایتالیا تحت تأثیر نقاشی ونیزی قرار گرفت. به عنوان نمونه می‌توان استفاده از رنگ چشمگیر نارنجی در توگا (ردای بی آستین) آپولو مشاهده کرد. او در رم با تحت تأثیر قرار گرفتن از میکل‌آنژ، چهره‌های بسیار بزرگ و قوی خلق کرد. ماهیچه‌های ولکان و دیگر چهره‌هایی که او را احاطه کرده‌اند، در تصویر مهم هستند. آنها چهره‌های ورزیده‌ای هستند که قدرت خود را بدون تواضع نشان می‌دهند. حتی در موقعیت‌هایی که ایستاده‌اند، ماهیچه‌های خود را برای تأثیر بیشتر نشان می‌دهند.
به‌عنوان یک نقاش اسپانیایی، شخصیت‌های او آدم‌های معمولی هستند و مانند آثار ایتالیایی ایده‌آل نیستند. حتی می‌توان گفت که ولکان بسیار زشت است و چهره آپولو، با وجود احاطه شدن توسط هاله ای که او را از بقیه متمایز می‌کند، نیز ایده‌آل نمی‌باشد. .

## کتابشناسی
- La pintura en el barroco. José Luis Morales y Marín. Espasa Calpe S.A. 1998
- Museo del Prado. Pintura española de los siglos XVI y XVII. Enrique Lafuente Ferrari. Aguilar S.A. 1964
- Cirlot, L. (dir.), Museo del Prado II, Col. "Museos del Mundo", Tomo 7, Espasa, 2007. شابک ‎۹۷۸−۸۴−۶۷۴−۳۸۱۰−۹, pp. 24–25
- McKim-Smith, Gridley; Andersen-Bergdoli, Greta; Newman, Richard (1988). Examining Velazquez. Yale University.
- Velázquez and The Surrender of Breda: The Making of a Masterpiece. Anthony Bailey. Henry Holt and Company. 2011